# Senowo
Senowo (bułg. Сеново) – miasto w północnej Bułgarii, w obwodzie Ruse, w gminie Wetowo.
Przez miasto przepływa Biały Łom.